# Йоан III (папа)
Вижте пояснителната страница за други личности с името Джовани.
Йоан III (на латински: Johannes PP. III) е римски папа от 561 г. до 7 юли 574 г.
Рожденото му име е Джовани Каталино (на италиански: Giovanni Catalino).